# Malpighia urens
Malpighia urens är en tvåhjärtbladig växtart. Malpighia urens ingår i släktet Malpighia och familjen Malpighiaceae.

## Underarter
Arten delas in i följande underarter:
- M. u. ovatifolia
- M. u. urens